# Sean Bean
Shaun Mark Bean (Egyesült Királyság, Anglia, Sheffield, 1959. április 17. –) angol színész. 
Olyan filmek tették világszerte ismertté, mint a Trója, a Mentőexpedíció, A Gyűrűk Ura-filmsorozat, valamint a Trónok harca című televíziós sorozat.

## Pályafutása

### 1980-as évek
Sean színészi pályafutása előtt édesapja hegesztő vállalkozásában dolgozott, de az ambiciózus fiú többre vágyott, és Londonba ment szerencsét próbálni. Az 1980-as évek elején már több West End-i darabban fellépett. Első filmszerepét 1984-ben kapta a Winter Flight-ban. Két évvel később néhány jelentéktelenebb alakítás után Derek Jarman oszt rá fontos szerepet a Caravaggióban. Következő filmje a Viharos hétfő (Stormy Monday), amiben együtt játszott Melanie Griffith-szel, Tommy Lee Jones-szal és Stinggel Mike Figgis rendező munkájában.

### 1990-es évek
1990-ben John Hurt partnere volt A szél nyomában (Windprints) című filmben, majd jött A rét (The Field), ahol az emlékezetes alakítást nyújtó Richard Harris fiát alakította. Két évvel rá Bean egy kegyetlen IRA terrorista bőrébe bújt a Férfias játékokban (Patriot Games), aki mániákusan vadászott a Harrison Ford alakította CIA ügynökre és családjára. A Férfias játékok fordulópontot jelentett Bean karrierjében, mert ekkor figyelt fel rá az amerikai filmszakma is. 1994-ben egy könnyedebb filmben, a Fekete szépségben (Black Beauty) játszott David Thewlis és a címszereplő ló társaságában. Ugyancsak 1994-ben egy komolyabb lélegzetvételű produkcióban is főszerepet vállalt, a Jákob című filmben Ézsau megszemélyesítőjeként.
1995-ben újra gonosz bőrébe bújt, az Aranyszem (GoldenEye) című Pierce Brosnan féle James Bond széria első részében formálta meg a 007-es ügynök renegát társát. Egy évvel később testhezálló feladatot osztottak rá a Ha eljön a szombat (When Saturday Comes) című filmben, egy labdarúgó ambíciókkal megáldott Sheffield Unitednek szurkoló fiatalembert alakított. A dolog pikantériája az, hogy Bean a valóságban is a Unitednek szurkol. Ezután kicsit más vizekre evezett: a léha életet élő Vronszkijt játszotta el a Lev Tolsztoj regényéből készült Anna Kareninaban Sophie Marceau partnereként. 1998-ban a Roninban már olyan illusztris társaság közé került, mint Robert De Niro, Stellan Skarsgård, Jonathan Pryce vagy Jean Reno.

### 2000-es évek
2001-ben Michael Douglas ellenfelét játszotta a Ne szólj száj! (Don't Say a Word) című thrillerben. Majd jött A Gyűrűk Ura, ahol a nagyközönség számára a legismertebbé vált Boromirként. Egy évvel később az Equilibrium című utópikus sci-fiben egy rövid szerep erejéig Christian Bale társaként bukkant fel. 2004-ben már Wolfgang Petersen Trójájában (Troy) már jóval fontosabb feladatot kap: Odüsszeuszt kelti életre. A Homérosz Iliaszából készült film sok negatív kritikát kapott, miszerint sok helyen nem volt történethű, de Bean olyan sztárokkal játszhatott együtt, mint Brad Pitt és Eric Bana vagy a legendák közül Peter O’Toole és Julie Christie. Szintén 2004-ben forgatta A nemzet aranyát (National Treasure) is, ahol Nicolas Cage rivális kincsvadászát alakította.
2005 elfoglalt év volt Bean számára. A múlt titka (The Dark) című misztikus thrillerben debütált a vidéki Walesen. Ezután az emberi klónok előállításának gondolatával kacérkodó A sziget (The Island) című hollywoodi szuperprodukció következett Ewan McGregor és Scarlett Johansson nevével fémjelezve, de a zajos siker elmaradt. A Légcsavar (Flightplan) című kissé Alfred Hitchcock-szerű krimiben pedig egy repülőgép kapitányát alakította. Majd az évet a Kőkemény Minnesota (North Country) című drámával zárta.
2006-ban már csak egy filmet forgatott, egy népszerű számítógépes játék adaptációját, a Silent Hillt. Egy évvel később főszerepet játszott Bob Hoskins mellett a Törvénytelen (Outlaw) című angol filmdrámában, mely a modern, multikulturális London utcai bűnözéséről szól és az ezt meggátolni képtelen munkáspárti kormány vergődéséről. 2010-ben a Villámtolvaj – Percy Jackson és az olimposziak című filmben Zeusz istent alakítja.

## Filmográfia

### Film
| Év   | Magyar                                         | Eredeti cím                                        | Szerep                             | Magyar hang            |
| ---- | ---------------------------------------------- | -------------------------------------------------- | ---------------------------------- | ---------------------- |
| 1986 | Caravaggio                                     | Caravaggio                                         | Ranuccio                           | Széles László          |
| 1988 | Viharos hétfő                                  | Stormy Monday                                      | Brendan                            | Stohl András           |
| 1988 | Viharos hétfő                                  | Stormy Monday                                      | Brendan                            | Bozsó Péter            |
| 1989 | Eladó az egész világ!                          | How to Get Ahead in Advertising                    | Larry Frisk                        |                        |
| 1989 |                                                | War Requiem                                        | német katona                       |                        |
| 1990 | A szél nyomában                                | Windprints                                         | Anton van Heerden                  |                        |
| 1990 | A rét                                          | The Field                                          | Tadgh McCabe                       | Reisenbüchler Sándor   |
| 1992 | Férfias játékok                                | Patriot Games                                      | Sean Miller                        | Csankó Zoltán          |
| 1992 | Férfias játékok                                | Patriot Games                                      | Sean Miller                        | Király Attila          |
| 1994 | Fosztogatók négy keréken                       | Shopping                                           | Venning                            |                        |
| 1994 | Fekete szépség                                 | Black Beauty                                       | Grey farmer                        | Sinkovits-Vitay András |
| 1995 | Aranyszem                                      | GoldenEye                                          | Alec Trevelyan / Janus             | Balkay Géza            |
| 1996 | Ha eljön a szombat                             | When Saturday Comes                                | Jimmy Muir                         | Rékasi Károly          |
| 1997 | Anna Karenina                                  | Anna Karenina                                      | Vronszkij                          | Szakácsi Sándor        |
| 1998 | Ronin                                          | Ronin                                              | Spence                             | Kálloy Molnár Péter    |
| 1998 | Ronin                                          | Ronin                                              | Spence                             | Dányi Krisztián        |
| 1998 | Tűzmadár akció                                 | Airborne                                           | Dave Toombs                        |                        |
| 1999 | Halálos küldetés                               | Bravo Two Zero                                     | Andy McNab                         | Szakácsi Sándor        |
| 2000 |                                                | Essex Boys                                         | Jason Locke                        |                        |
| 2001 | Ne szólj száj!                                 | Don't Say a Word                                   | Patrick Koster                     | Epres Attila           |
| 2001 | A Gyűrűk Ura: A Gyűrű Szövetsége               | The Lord of the Rings: The Fellowship of the Ring  | Boromir                            | Sinkovits-Vitay András |
| 2002 | A Gyűrűk Ura: A két torony (bővített változat) | The Lord of the Rings: The Two Towers              | Boromir                            | Sinkovits-Vitay András |
| 2002 | Equilibrium – Gyilkos nyugalom                 | Equilibrium                                        | Errol Partridge                    | Galbenisz Tomasz       |
| 2002 | Széttéphetetlen kötelék                        | Tom and Thomas                                     | Paul Shepherd                      | Forgács Péter          |
| 2002 | Széttéphetetlen kötelék                        | Tom and Thomas                                     | Paul Shepherd                      | Háda János             |
| 2003 | A Gyűrűk Ura: A király visszatér               | The Lord of the Rings: The Return of the King      | Boromir                            | nem szólal meg         |
| 2003 |                                                | The Big Empty                                      | Cowboy                             |                        |
| 2004 | A nemzet aranya                                | National Treasure                                  | Ian Howe                           | Csernák János          |
| 2004 | Trója                                          | Troy                                               | Odüsszeusz                         | Csernák János          |
| 2005 | Kőkemény Minnesota                             | North Country                                      | Kyle Dodge                         | Sinkovits-Vitay András |
| 2005 | Légcsavar                                      | Flightplan                                         | Marcus Rich kapitány               | Haás Vander Péter      |
| 2005 | Légcsavar                                      | Flightplan                                         | Marcus Rich kapitány               | Kőszegi Ákos           |
| 2005 | A sziget                                       | The Island                                         | Dr. Merrick                        | Sinkovits-Vitay András |
| 2005 | A múlt titka                                   | The Dark                                           | James                              | Haás Vander Péter      |
| 2006 | Silent Hill – A halott város                   | Silent Hill                                        | Christopher Da Silva               | Kőszegi Ákos           |
| 2007 | Országúti ámokfutó                             | The Hitcher                                        | John Ryder / Ámokfutó              | Kőszegi Ákos           |
| 2007 | Törvénytelen                                   | Outlaw                                             | Danny Bryant                       | Haás Vander Péter      |
| 2007 |                                                | Far North                                          | Loki                               |                        |
| 2010 | Fekete halál                                   | Black Death                                        | Ulric                              | Sinkovits-Vitay András |
| 2010 | Villámtolvaj – Percy Jackson és az olimposziak | Percy Jackson & the Olympians: The Lightning Thief | Zeusz                              | Epres Attila           |
| 2010 | Ca$h – A visszajáró                            | Ca$h                                               | Pyke Kubic / Reese Kubic           | Haás Vander Péter      |
| 2010 | Halálfutam 2.                                  | Death Race 2                                       | Markus Kane                        | Epres Attila           |
| 2011 | A hősök kora                                   | Age of Heroes                                      | Jack Jones őrnagy                  | Kőszegi Ákos           |
| 2012 | Öngyilkos bevetés                              | Cleanskin                                          | Ewan                               | Haás Vander Péter      |
| 2012 | A szerencse katonái                            | Soldiers of Fortune                                | Dimidov                            | Kőszegi Ákos           |
| 2012 | Tükröm, tükröm                                 | Mirror Mirror                                      | A király                           | Jakab Csaba            |
| 2012 | Silent Hill – Kinyilatkoztatás                 | Silent Hill: Revelation                            | Harry Mason / Christopher Da Silva | Kőszegi Ákos           |
| 2014 | Rossz vér                                      | Wicked Blood                                       | Frank Stinson                      | Sinkovits-Vitay András |
| 2015 | Hókirálynő 2.                                  | The Snow Queen 2: The Snow King                    | Arrog tábornok (hangja)            |                        |
| 2015 |                                                | Any Day                                            | Vian                               |                        |
| 2015 | Jupiter felemelkedése                          | Jupiter Ascending                                  | Stinger Apini                      | Haás Vander Péter      |
| 2015 | Pixel                                          | Pixels                                             | Hill tizedes                       | Kőszegi Ákos           |
| 2015 | Mentőexpedíció                                 | The Martian                                        | Mitch Henderson                    | Kőszegi Ákos           |
| 2016 | Az ifjú messiás                                | The Young Messiah                                  | Severus                            | Epres Attila           |
| 2016 | Final Fantasy XV. – Ősök gyűrűje               | Kingsglaive: Final Fantasy XV                      | Regis Lucis Caelum (hangja)        | Csernák János          |
| 2017 |                                                | Drone                                              | Neil                               |                        |
| 2017 |                                                | Dark River                                         | Richard Bell                       |                        |
| 2017 |                                                | The Unconquered (rövidfilm)                        | narrátor (hangja)                  |                        |
| 2018 |                                                | Taniel (rövidfilm)                                 | narrátor (hangja)                  |                        |
| 2020 | Gyilkos tudat                                  | Possessor                                          | John Parse                         | Csankó Zoltán          |
| 2020 |                                                | Wolfwalkers                                        | Bill Goodfellowe (hangja)          |                        |
| 2023 | Múmiák                                         | Mummies                                            | Fáraó (hangja)                     |                        |
| 2023 | Knights of the Zodiac – A zodiákus lovagjai    | Knights of the Zodiac                              | Alman Kiddo                        |                        |
| 2024 |                                                | Buffalo Kids                                       | Outlaw Wilson (hangja)             |                        |
| 2025 | Az imprózós akció                              | Deep Cover                                         | Billings                           |                        |

### Televízió

#### Tévéfilm
| Év   | Magyar cím               | Eredeti cím                                       | Szerep                          | Magyar hang     |
| ---- | ------------------------ | ------------------------------------------------- | ------------------------------- | --------------- |
| 1985 |                          | Exploits at West Poley                            | rettegő férfi                   |                 |
| 1988 |                          | Troubles                                          | Bolton százados                 |                 |
| 1990 |                          | Lorna Doone                                       | Carver Doone                    |                 |
| 1990 |                          | Wedded                                            | férfi                           |                 |
| 1992 |                          | Fool's Gold: The Story of the Brink's-Mat Robbery | Micky McAvoy                    |                 |
| 1992 |                          | My Kingdom for a Horse                            | Steve                           |                 |
| 1993 | Sharpe lövészei          | Sharpe's Rifles                                   | Richard Sharpe őrmester/hadnagy | Király Attila   |
| 1993 | Sharpe trófeája          | Sharpe's Eagle                                    | Richard Sharpe őrmester/hadnagy | Király Attila   |
| 1994 | Jákob                    | Jacob                                             | Ézsau                           | Széles Tamás    |
| 1994 | Sharpe százada           | Sharpe's Company                                  | Richard Sharpe százados         | Király Attila   |
| 1994 | Sharpe ellensége         | Sharpe's Enemy                                    | Richard Sharpe őrnagy           | Király Attila   |
| 1994 | Sharpe becsülete         | Sharpe's Honour                                   | Richard Sharpe őrnagy           | Király Attila   |
| 1995 | Sharpe aranya            | Sharpe's Gold                                     | Richard Sharpe őrnagy           | Király Attila   |
| 1995 | Sharpe csatája           | Sharpe's Battle                                   | Richard Sharpe őrnagy           | Király Attila   |
| 1995 | Sharpe kardja            | Sharpe's Sword                                    | Richard Sharpe őrnagy           | Király Attila   |
| 1996 | Sharpe serege            | Sharpe's Regiment                                 | Richard Sharpe őrnagy           | Zöld Csaba      |
| 1996 | Sharpe ostroma           | Sharpe's Siege                                    | Richard Sharpe őrnagy           | Zöld Csaba      |
| 1996 | Sharpe küldetése         | Sharpe's Mission                                  | Richard Sharpe őrnagy           | Zöld Csaba      |
| 1997 | Sharpe bosszúja          | Sharpe's Revenge                                  | Richard Sharpe őrnagy           | Zöld Csaba      |
| 1997 | Sharpe igazsága          | Sharpe's Justice                                  | Richard Sharpe őrnagy           | Zöld Csaba      |
| 1997 | Sharpe végső ütközete    | Sharpe's Waterloo                                 | Richard Sharpe alezredes        | Zöld Csaba      |
| 1999 | Halálos küldetés         | Bravo Two Zero                                    | Andy McNab                      | Szakácsi Sándor |
| 2003 | VIII. Henrik             | Henry VIII                                        | Robert Aske                     | Miller Zoltán   |
| 2004 | Oroszlánbecsület         | Pride                                             | Dark (hangja)                   |                 |
| 2006 | Sharpe – Indiai küldetés | Sharpe's Challenge                                | Richard Sharpe őrmester/ezredes | Király Attila   |
| 2007 |                          | Once Upon a Time in Iran                          | dokumentumfilm narrátora        |                 |
| 2008 | Sharpe életveszélyben    | Sharpe's Peril                                    | Richard Sharpe ezredes          | Kőszegi Ákos    |
| 2010 | Az elveszett jövő        | The Lost Future                                   | Amal                            | Juhász György   |

#### Sorozat
| Év        | Magyar cím                    | Eredeti cím                  | Szerep                                     | Megjegyzések                                                               |
| --------- | ----------------------------- | ---------------------------- | ------------------------------------------ | -------------------------------------------------------------------------- |
| 1984      |                               | The Bill                     | Horace Clark                               | 1 epizód                                                                   |
| 1986      |                               | The Practice                 | Terry Donlan                               | 2 epizód                                                                   |
| 1988      | A mesemondó                   | The Storyteller              | Herceg                                     | - 1 epizód - magyar hangja: - Végh Péter                                   |
| 1989      |                               | The Jim Henson Hour          | Herceg                                     | 1 epizód                                                                   |
| 1990      |                               | Screen Two                   | Vic                                        | 1 epizód                                                                   |
| 1991      |                               | 4 Play                       | Smith                                      | 1 epizód                                                                   |
| 1991      |                               | Screen One                   | Gabriel Lewis / Jack Morgan                | 2 epizód                                                                   |
| 1991      |                               | Clarissa                     | Lovelace                                   | 4 epizód                                                                   |
| 1992      | Morse felügyelő               | Inspector Morse              | Alex Bailey                                | 1 epizód                                                                   |
| 1993      | Lady Chatterley szeretője     | Lady Chatterley              | Mellors                                    | - minisorozat (4 epizód) - magyar hangja: - Selmeczi Roland                |
| 1993      |                               | A Woman's Guide to Adultery  | Paul                                       | 3 epizód                                                                   |
| 1994      |                               | Scarlett                     | Lord Richard Fenton                        | minisorozat (3 epizód)                                                     |
| 1996      |                               | Decisive Weapons             | narrátor                                   | dokumentumsorozat                                                          |
| 1998      |                               | The Canterbury Tales         | pap (hangja)                               | 1 epizód                                                                   |
| 1999      |                               | Extremely Dangerous          | Niel Bryne                                 | minisorozat (4 epizód)                                                     |
| 1999      | A Dibley-i lelkész            | The Vicar of Dibley          | önmaga                                     | 1 epizód                                                                   |
| 2008–2010 |                               | Crusoe                       | James Crusoe                               | 5 epizód                                                                   |
| 2009      |                               | Red Riding                   | John Dawson                                | 2 epizód                                                                   |
| 2011      | Trónok harca                  | Game of Thrones              | Eddard "Ned" Stark                         | - főszereplő (9 epizód) - magyar hangja: - Kőszegi Ákos                    |
| 2012      | Missing – Elrabolva           | Missing                      | Paul Winstone                              | 8 epizód                                                                   |
| 2012      |                               | Accused                      | Simon / Tracie                             | 1 epizód                                                                   |
| 2013      | Family Guy                    | Family Guy                   | Griffin portré (hangja)                    | 1 epizód                                                                   |
| 2014      | Robotcsirke                   | Robot Chicken                | Fátum Doktor / North / Heathcliff (hangja) | 1 epizód                                                                   |
| 2014–2015 | Legends – Beépülve            | Legends                      | Martin Odum                                | 20 epizód (producer)                                                       |
| 2015      | Sean Bean Waterloo nyomában   | Sean Bean on Waterloo        | narrátor                                   | - dokumentumsorozat - magyar hangja: - Kőszegi Ákos                        |
| 2015–2017 | The Frankenstein Chronicles   | The Frankenstein Chronicles  | John Marlott                               | 12 epizód (koproducer)                                                     |
| 2016      | Totálisan szétcsúszva         | Wasted                       | Sean Bean                                  | 6 epizód                                                                   |
| 2016      |                               | Roman Empire: Reign of Blood | narrátor                                   | dokumentumsorozat                                                          |
| 2017      |                               | Broken                       | Michael Kerrigan atya                      | 6 epizód (vezető producer)                                                 |
| 2018      | A Mediciek hatalma            | Medici: Masters of Florence  | Jacopo de' Pazzi                           | 8 epizód                                                                   |
| 2018      | Az eskü                       | The Oath                     | Tom Hammond                                | 10 epizód                                                                  |
| 2018      | Mindörökké Sally              | Sally4Ever                   | Sean Bean                                  | 1 epizód                                                                   |
| 2019      | Kijárási tilalom              | Curfew                       | Errol "The General" Chambers               | - 6 epizód - magyar hangja: - Kőszegi Ákos                                 |
| 2019      | Lángoló világ                 | World on Fire                | Douglas Bennett                            | 7 epizód                                                                   |
| 2020–2024 | Snowpiercer – Túlélők viadala | Snowpiercer                  | Mr. Wilford                                | 11 epizód                                                                  |
| 2021      | Letöltendő idő                | Time                         | Mark Cobden                                | - minisorozat (3 epizód) - vezető producer - magyar hangja: - Kőszegi Ákos |
| 2022      | Házasság                      | Marriage                     | Ian                                        | 4 epizód                                                                   |
| 2024      |                               | Shardlake                    | Thomas Cromwell                            | 2 epizód                                                                   |
| 2024      | Gladiátorok állatbőrben       | Gladiators                   | narrátor                                   | - dokumentumsorozat - magyar hangja: - Pásztor Tibor                       |
| 2025      | Liverpool, a mi városunk      | This City is Ours            | Ronnie Phelan                              | 3 epizód                                                                   |